# Santa Fé do Araguaia
Santa Fé do Araguaia este un oraș în Tocantins (TO), Brazilia.